# Ixodiphagus theilerae
Ixodiphagus theilerae is een vliesvleugelig insect uit de familie Encyrtidae. De wetenschappelijke naam is voor het eerst geldig gepubliceerd in 1953 door Fiedler.